# Little Aid
『Little Aid』（リトルエイド）は、2005年6月17日にTAKUYOから発売されたPC用の恋愛アドベンチャーゲーム（乙女ゲーム）。2005年11月23日には攻略対象キャラを追加したPS2版、2007年5月17日にはPSP版が発売された。

## 概要
過去にTAKUYOから発売された『Cherryblossom』『étude prologue 〜揺れ動く心のかたち〜』と世界観を共有しており、前者から10年後、後者から1年後が舞台となっている。続編『Panic Palette』では半年後の物語が描かれ、本作サブキャラの内沼葛が主人公の従兄として登場し、攻略対象となった。

## ストーリー
父の仕事が一段落した春、母の墓標がある南青瀬に帰って来た主人公・西村あかり。父と双子の弟・ふみと三人での生活が始まった。そして12月。あかり達が通う天鳳高校では旧校舎取り壊し供養のために「天鳳会（てんほうえ）」が行われる。風紀委員として準備に追われるあかり。そんな中、交通事故に遭った父が数日間入院することになった。入院の準備をしていたあかりは、押入れから翡翠のペンダントを見つける。

## 登場人物
西村 あかり（にしむら あかり）
声：長沢美樹（名前変換・音声オフ可能、デフォルト名を入力すると、名前をボイス付で呼ばれる）
天鳳高校1年生。主人公。風紀委員。料理が下手。
匣 耕介（くしげ こうすけ）
声：岩永哲哉
天鳳高校1年生。あかりのクラスメイトで同じく風紀委員。美術部所属。気を許した相手としかまともに会話しなかったが、あかりとの邂逅により心を開くようになる。1月24日生まれ。
早乙女 篤（さおとめ あつし）
声：石田彰
天鳳高校OBの19歳。卒業前は生徒会に所属していた。花屋でバイトするフリーター。自称フェミニスト。5月29日生まれ。
花邑 創（はなむら はじめ）
声：杉田智和
天鳳高校2年生。様々な不幸が重なり近所の灯台で一人暮らし。コンビニでバイトをしている。常に空腹状態。7月18日生まれ。
西村 ふみ（にしむら ふみ）
声：関智一
天鳳高校1年生。あかりの双子の弟。生徒会所属。あかりと違い成績が良く世渡り上手。見えなくていいものが見える体質。
沢登 譲（さわと ゆずる）
声：小野大輔
天鳳高校2年生。風紀委員長。いつも女装をしている。ワンマンなトラブルメーカー。9月20日生まれ。B型。
堤 千弦（つつみ ちづる）
声：坪井智浩
天鳳高校1年生。ふみのクラスメイト。演劇部期待のホープ。オネエ言葉を話す。わけあって1年留年している。11月3日生まれ。
土師 博巳（はじ ひろみ）
声：坪井智浩
あかりの担任。白衣を着た国語教師。生徒からは慕われている。既婚者。
砕我 牙（さいが きば）
声：荻原秀樹
あかりが出会った不思議な青年。本作の隠しキャラ。
篠井 有希（ささい ゆき）
声：沢城みゆき
天鳳高校1年生。あかりのクラスメイトで友人。演劇部所属。おっとりしている努力家。
広瀬 希世子（ひろせ きよこ）
声：岡村明美
天鳳高校1年生。あかりのクラスメイトで友人。美術部所属。明るいクラスのムードメーカーで、耕介とは仲がいい。
澤村 寧音（さわむら ねね）
声：沢城みゆき
桜苑学園1年生。あかり達とは幼少の頃に出会い現在も交流が続いている。料理上手で性格も良く、天然で、過度の心配性。
勅使河原 京香（てしがわら きょうか）
声：岡村明美
天鳳高校2年生。演劇部部長。
匣 里都（くしげ りつ）
声：岡村明美
耕介の母。父の入院先で知り合う。
内沼 葛（ぬいぬま かずら）
声：鈴木達央
天鳳高校2年生。風紀委員。ヌイナイコンビのボケの方。
乃凪 範尚（ないなぎ　のりひさ）
声：杉田智和
天鳳高校2年生。風紀委員。ヌイナイコンビのツッコミの方。
和原 奏十郎（かずはら　そうじゅうろう）
声：今村卓博
天鳳高校1年生。風紀委員。耕介や希世子とは友人。